# Antonio de Herrera Barnuevo

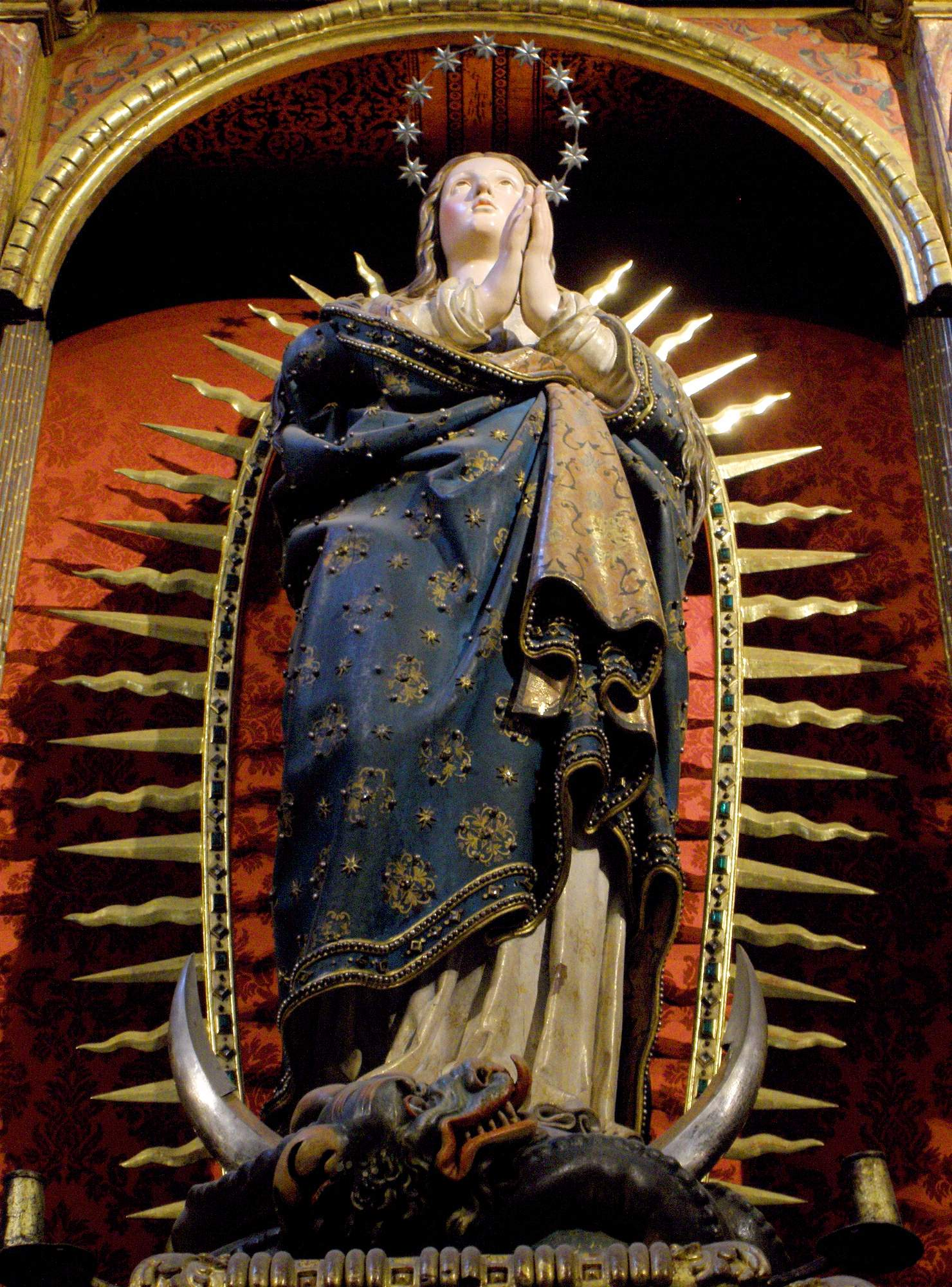
Imagen de la Inmaculada Concepción en su capilla de la catedral de Segovia.

Antonio de Herrera, fallecido en Madrid en 1646, fue un escultor y tracista español, cabeza de un activo taller básicamente dedicado a la construcción de retablos.

## Biografía
En 1607 contrajo matrimonio con Sebastiana Sánchez, hermana del escultor Juan Sánchez Barba, formado en el taller de Herrera. Del matrimonio nacieron Antonio y Sebastián Herrera Barnuevo, que continuarán la labor del padre. En 1622 solicitó el cargo de escultor del rey alegando que llevaba diez años a su servicio y, entre los trabajos hechos para la corona, citaba una Inmaculada que había labrado para las Descalzas Reales, cuya fama movió al cabildo de la Catedral de Segovia a encargarle una réplica en 1621. 
En 1623 exhibía ya el título de escultor de Su Majestad, siendo nombrado en 1627 aparejador de carpintería de las Obras Reales. Pese a la rivalidad con su concuñado Alonso Carbonel, arquitecto favorito del conde-duque de Olivares, Herrera no dejó de recibir encargos de la corte, pues en 1635 se le encargaron las estatuas en piedra de los Reyes Magos, de Adonis y de Venus (que traspasa a Juan Sánchez Barba) con destino a la ermita de San Jerónimo en los jardines del Palacio del Buen Retiro, y en 1637 las esculturas para la ermita de San Bruno en el mismo lugar. 
Estas tareas para el rey no le impidieron atender a los numerosos encargos de las iglesias de Madrid y sus alrededores, en los que irá asumiendo progresivamente el papel de contratista y trazador, apartándose del trabajo manual. Entre ellos pueden citarse los retablos de Santo Domingo el Real, 1615, y de la iglesia de la Asunción de El Casar de Talamanca (Guadalajara), el retablo mayor de la iglesia de la Magdalena de Getafe, en colaboración con Carbonel, o la custodia para el altar mayor de la iglesia de San Jerónimo en Madrid.